# Piteå domsagas valkrets
Piteå domsagas valkrets var vid riksdagsvalen till andra kammaren 1878–1908 en egen valkrets med ett mandat. Valkretsen, som ungefär motsvarade landsbygden i dagens Piteå, Arvidsjaurs och Arjeplogs kommuner (däremot inte Piteå stad), avskaffades vid införandet av proportionellt valsystem inför riksdagsvalet 1911 och överfördes då till Norrbottens läns södra valkrets.

## Riksdagsmän
- Anders Bäckström, lmp (1879–1881)
- Johan Eric Wikstén, lmp (1882–1886)
- August Danielsson, lmp (1887)
- Johan Eric Wikstén, gamla lmp (1888)
- Johan Johansson, nya lmp (1889–1890)
- Johan Eric Wikstén, gamla lmp 1891–1894, lmp 1895 (1891–1895)
- Eric Viktor Bäckström, lmp (1896–1899)
- Pehr Svensson, lmp (1900–1908)
- Fredrik Anshelm Bäckström, lmp 1909, lib s 1910–1911 (1909–1911)

## Valresultat

### 1887 (vår)
| Andrakammarvalet i Sverige 1887 (vår): Piteå domsagas valkrets | Andrakammarvalet i Sverige 1887 (vår): Piteå domsagas valkrets | Andrakammarvalet i Sverige 1887 (vår): Piteå domsagas valkrets | Andrakammarvalet i Sverige 1887 (vår): Piteå domsagas valkrets | Andrakammarvalet i Sverige 1887 (vår): Piteå domsagas valkrets |
| Kandidat                                                       | Kandidat                                                       | Röster                                                         | Röster                                                         | Röster                                                         |
| Kandidat                                                       | Kandidat                                                       | Antal                                                          | %                                                              | +− %                                                           |
| -------------------------------------------------------------- | -------------------------------------------------------------- | -------------------------------------------------------------- | -------------------------------------------------------------- | -------------------------------------------------------------- |
|                                                                | August Danielsson (L, frihandlare)                             | 15                                                             | 65,2                                                           |                                                                |
|                                                                | Eric Viktor Bäckström (protektionist)                          | 8                                                              | 34,8                                                           |                                                                |
| Antal giltiga röster                                           | Antal giltiga röster                                           | 23                                                             |                                                                |                                                                |
| Kasserade röster                                               | Kasserade röster                                               | 0                                                              |                                                                |                                                                |
| Totalt                                                         | Totalt                                                         | 23                                                             |                                                                |                                                                |

Valet hölls den 15 april 1887. Valkretsen hade 22 771 invånare den 31 december 1885, varav 1 293 eller 5,7 % var valberättigade. 204 personer deltog i valet av 23 elektorer som sedan förrättade det slutgiltiga valet, ett valdeltagande på 15,8%. Av dessa 23 elektorer deltog samtliga vid valet av riksdagsman.

### 1887 (september)
| Andrakammarvalet i Sverige 1887 (september): Piteå domsagas valkrets | Andrakammarvalet i Sverige 1887 (september): Piteå domsagas valkrets | Andrakammarvalet i Sverige 1887 (september): Piteå domsagas valkrets | Andrakammarvalet i Sverige 1887 (september): Piteå domsagas valkrets | Andrakammarvalet i Sverige 1887 (september): Piteå domsagas valkrets |
| Kandidat                                                             | Kandidat                                                             | Röster                                                               | Röster                                                               | Röster                                                               |
| Kandidat                                                             | Kandidat                                                             | Antal                                                                | %                                                                    | +− %                                                                 |
| -------------------------------------------------------------------- | -------------------------------------------------------------------- | -------------------------------------------------------------------- | -------------------------------------------------------------------- | -------------------------------------------------------------------- |
|                                                                      | Johan Eric Wikstén                                                   | 12                                                                   | 66,7                                                                 |                                                                      |
|                                                                      | August Danielsson (frihandlare)                                      | 6                                                                    | 33,3                                                                 | ▼31,9                                                                |
| Antal giltiga röster                                                 | Antal giltiga röster                                                 | 18                                                                   |                                                                      |                                                                      |
| Kasserade röster                                                     | Kasserade röster                                                     | 0                                                                    |                                                                      |                                                                      |
| Totalt                                                               | Totalt                                                               | 18                                                                   |                                                                      |                                                                      |

Valet hölls den 22 september 1887. Valkretsen hade 23 081 invånare den 31 december 1886, varav 1 289 eller 5,6 % var valberättigade. 103 personer deltog i valet av 19 elektorer som sedan förrättade det slutgiltiga valet, ett valdeltagande på 8,0%. Av dessa 19 elektorer deltog 18 vid valet av riksdagsman.

### 1890
| Andrakammarvalet i Sverige 1890: Piteå domsagas valkrets | Andrakammarvalet i Sverige 1890: Piteå domsagas valkrets | Andrakammarvalet i Sverige 1890: Piteå domsagas valkrets | Andrakammarvalet i Sverige 1890: Piteå domsagas valkrets | Andrakammarvalet i Sverige 1890: Piteå domsagas valkrets |
| Kandidat                                                 | Kandidat                                                 | Röster                                                   | Röster                                                   | Röster                                                   |
| Kandidat                                                 | Kandidat                                                 | Antal                                                    | %                                                        | +− %                                                     |
| -------------------------------------------------------- | -------------------------------------------------------- | -------------------------------------------------------- | -------------------------------------------------------- | -------------------------------------------------------- |
|                                                          | Johan Eric Wikstén                                       | 198                                                      | 85,7                                                     | ▲19,0                                                    |
|                                                          | Närmaste kandidat                                        | 27                                                       | 11,7                                                     |                                                          |
|                                                          | Övriga kandidater                                        | 6                                                        | 2,6                                                      |                                                          |
| Antal giltiga röster                                     | Antal giltiga röster                                     | 231                                                      |                                                          |                                                          |
| Kasserade röster                                         | Kasserade röster                                         | 1                                                        |                                                          |                                                          |
| Totalt                                                   | Totalt                                                   | 232                                                      |                                                          |                                                          |

Valet hölls den 30 augusti 1890. Valkretsen hade 24 470 invånare den 31 december 1889, varav 1 457 eller 6,0 % var valberättigade. 232 personer deltog i valet, ett valdeltagande på 15,9 %.

### 1893
| Andrakammarvalet i Sverige 1893: Piteå domsagas valkrets | Andrakammarvalet i Sverige 1893: Piteå domsagas valkrets | Andrakammarvalet i Sverige 1893: Piteå domsagas valkrets | Andrakammarvalet i Sverige 1893: Piteå domsagas valkrets | Andrakammarvalet i Sverige 1893: Piteå domsagas valkrets |
| Kandidat                                                 | Kandidat                                                 | Röster                                                   | Röster                                                   | Röster                                                   |
| Kandidat                                                 | Kandidat                                                 | Antal                                                    | %                                                        | +− %                                                     |
| -------------------------------------------------------- | -------------------------------------------------------- | -------------------------------------------------------- | -------------------------------------------------------- | -------------------------------------------------------- |
|                                                          | Johan Eric Wikstén                                       | 75                                                       | 97,4                                                     | ▲11,7                                                    |
|                                                          | Erik Marklund                                            | 2                                                        | 2,6                                                      |                                                          |
| Antal giltiga röster                                     | Antal giltiga röster                                     | 77                                                       |                                                          |                                                          |
| Kasserade röster                                         | Kasserade röster                                         | 0                                                        |                                                          |                                                          |
| Totalt                                                   | Totalt                                                   | 77                                                       |                                                          |                                                          |

Valet hölls den 12 augusti 1893. Valkretsen hade 26 254 invånare den 31 december 1892, varav 1 749 eller 6,7 % var valberättigade. 77 personer deltog i valet, ett valdeltagande på 4,4 %.

### 1896
| Andrakammarvalet i Sverige 1896: Piteå domsagas valkrets | Andrakammarvalet i Sverige 1896: Piteå domsagas valkrets | Andrakammarvalet i Sverige 1896: Piteå domsagas valkrets | Andrakammarvalet i Sverige 1896: Piteå domsagas valkrets | Andrakammarvalet i Sverige 1896: Piteå domsagas valkrets |
| Kandidat                                                 | Kandidat                                                 | Röster                                                   | Röster                                                   | Röster                                                   |
| Kandidat                                                 | Kandidat                                                 | Antal                                                    | %                                                        | +− %                                                     |
| -------------------------------------------------------- | -------------------------------------------------------- | -------------------------------------------------------- | -------------------------------------------------------- | -------------------------------------------------------- |
|                                                          | Eric Viktor Bäckström (L, prot.)                         | 219                                                      | 64,1                                                     |                                                          |
|                                                          | Per Danielsson                                           | 50                                                       | 14,7                                                     |                                                          |
|                                                          | Övriga kandidater                                        | 72                                                       | 21,1                                                     |                                                          |
| Antal giltiga röster                                     | Antal giltiga röster                                     | 341                                                      |                                                          |                                                          |
| Kasserade röster                                         | Kasserade röster                                         | 1                                                        |                                                          |                                                          |
| Totalt                                                   | Totalt                                                   | 342                                                      |                                                          |                                                          |

Valet hölls den 30 augusti 1896. Valkretsen hade 27 915 invånare den 31 december 1895, varav 1 832 eller 6,6 % var valberättigade. 342 personer deltog i valet, ett valdeltagande på 18,7 %.

### 1899
| Andrakammarvalet i Sverige 1899: Piteå domsagas valkrets | Andrakammarvalet i Sverige 1899: Piteå domsagas valkrets | Andrakammarvalet i Sverige 1899: Piteå domsagas valkrets | Andrakammarvalet i Sverige 1899: Piteå domsagas valkrets | Andrakammarvalet i Sverige 1899: Piteå domsagas valkrets |
| Kandidat                                                 | Kandidat                                                 | Röster                                                   | Röster                                                   | Röster                                                   |
| Kandidat                                                 | Kandidat                                                 | Antal                                                    | %                                                        | +− %                                                     |
| -------------------------------------------------------- | -------------------------------------------------------- | -------------------------------------------------------- | -------------------------------------------------------- | -------------------------------------------------------- |
|                                                          | Pehr Svensson                                            | 166                                                      | 48,1                                                     |                                                          |
|                                                          | Israel Andersson (frisinnad)                             | 134                                                      | 38,8                                                     |                                                          |
|                                                          | Övriga kandidater                                        | 45                                                       | 13,1                                                     |                                                          |
| Antal giltiga röster                                     | Antal giltiga röster                                     | 345                                                      |                                                          |                                                          |
| Kasserade röster                                         | Kasserade röster                                         | 0                                                        |                                                          |                                                          |
| Totalt                                                   | Totalt                                                   | 345                                                      |                                                          |                                                          |

Valet hölls den 2 september 1899. Valkretsen hade 29 369 invånare den 31 december 1898, varav 1 984 eller 6,8 % var valberättigade. 345 personer deltog i valet, ett valdeltagande på 17,4 %.

### 1902
| Andrakammarvalet i Sverige 1902: Piteå domsagas valkrets | Andrakammarvalet i Sverige 1902: Piteå domsagas valkrets | Andrakammarvalet i Sverige 1902: Piteå domsagas valkrets | Andrakammarvalet i Sverige 1902: Piteå domsagas valkrets | Andrakammarvalet i Sverige 1902: Piteå domsagas valkrets |
| Kandidat                                                 | Kandidat                                                 | Röster                                                   | Röster                                                   | Röster                                                   |
| Kandidat                                                 | Kandidat                                                 | Antal                                                    | %                                                        | +− %                                                     |
| -------------------------------------------------------- | -------------------------------------------------------- | -------------------------------------------------------- | -------------------------------------------------------- | -------------------------------------------------------- |
|                                                          | Pehr Svensson                                            | 304                                                      | 74,2                                                     | ▲26,1                                                    |
|                                                          | Israel Andersson (frisinnad)                             | 101                                                      | 24,6                                                     | ▼14,2                                                    |
|                                                          | Övriga kandidater                                        | 5                                                        | 1,2                                                      |                                                          |
| Antal giltiga röster                                     | Antal giltiga röster                                     | 410                                                      |                                                          |                                                          |
| Kasserade röster                                         | Kasserade röster                                         | 2                                                        |                                                          |                                                          |
| Totalt                                                   | Totalt                                                   | 412                                                      |                                                          |                                                          |

Valet hölls den 6 september 1902. Valkretsen hade 31 038 invånare den 31 december 1901, varav 2 123 eller 6,8 % var valberättigade. 412 personer deltog i valet, ett valdeltagande på 19,4 %.

### 1905
| Andrakammarvalet i Sverige 1905: Piteå domsagas valkrets | Andrakammarvalet i Sverige 1905: Piteå domsagas valkrets | Andrakammarvalet i Sverige 1905: Piteå domsagas valkrets | Andrakammarvalet i Sverige 1905: Piteå domsagas valkrets | Andrakammarvalet i Sverige 1905: Piteå domsagas valkrets |
| Kandidat                                                 | Kandidat                                                 | Röster                                                   | Röster                                                   | Röster                                                   |
| Kandidat                                                 | Kandidat                                                 | Antal                                                    | %                                                        | +− %                                                     |
| -------------------------------------------------------- | -------------------------------------------------------- | -------------------------------------------------------- | -------------------------------------------------------- | -------------------------------------------------------- |
|                                                          | Pehr Svensson                                            | 398                                                      | 86,3                                                     | ▲12,1                                                    |
|                                                          | Johan Nyberg (liberal)                                   | 59                                                       | 12,8                                                     |                                                          |
|                                                          | Övriga kandidater                                        | 4                                                        | 0,9                                                      |                                                          |
| Antal giltiga röster                                     | Antal giltiga röster                                     | 461                                                      |                                                          |                                                          |
| Kasserade röster                                         | Kasserade röster                                         | 5                                                        |                                                          |                                                          |
| Totalt                                                   | Totalt                                                   | 466                                                      |                                                          |                                                          |

Valet hölls den 9 september 1905. Valkretsen hade 32 508 invånare den 31 december 1904, varav 2 394 eller 7,4 % var valberättigade. 466 personer deltog i valet, ett valdeltagande på 19,5 %.

### 1908
| Andrakammarvalet i Sverige 1908: Piteå domsagas valkrets | Andrakammarvalet i Sverige 1908: Piteå domsagas valkrets | Andrakammarvalet i Sverige 1908: Piteå domsagas valkrets | Andrakammarvalet i Sverige 1908: Piteå domsagas valkrets | Andrakammarvalet i Sverige 1908: Piteå domsagas valkrets |
| Kandidat                                                 | Kandidat                                                 | Röster                                                   | Röster                                                   | Röster                                                   |
| Kandidat                                                 | Kandidat                                                 | Antal                                                    | %                                                        | +− %                                                     |
| -------------------------------------------------------- | -------------------------------------------------------- | -------------------------------------------------------- | -------------------------------------------------------- | -------------------------------------------------------- |
|                                                          | Fredrik Anshelm Bäckström                                | 727                                                      | 56,1                                                     |                                                          |
|                                                          | Johan Oskar Holmgren (liberal)                           | 406                                                      | 31,4                                                     |                                                          |
|                                                          | Pehr Svensson (LMP)                                      | 162                                                      | 12,5                                                     | ▼73,8                                                    |
| Antal giltiga röster                                     | Antal giltiga röster                                     | 1 295                                                    |                                                          |                                                          |
| Kasserade röster                                         | Kasserade röster                                         | 3                                                        |                                                          |                                                          |
| Totalt                                                   | Totalt                                                   | 1 298                                                    |                                                          |                                                          |

Valet hölls den 6 september 1908. Valkretsen hade 33 739 invånare den 31 december 1907, varav 2 206 eller 6,5 % var valberättigade. 1 298 personer deltog i valet, ett valdeltagande på 58,8 %.